# Jacques de Cuers
Jacques de Cuers, seigneur de Cogolin, dit « Cogolin », né vers 1620 et décédé à Toulon le 14 novembre 1700, est un aristocrate et officier de marine français du XVIIe siècle. Il se distingue pendant la campagne de Sicile, en 1676 sous les ordres de Duquesne pendant la guerre de Hollande et finit sa carrière avec le grade de chef d'escadre. Il est fait chevalier de Saint-Louis à la création de l'ordre.

## Biographie

### Origines et famille
Jacques de Cuers de Cogolin descend de la famille de Cuers, une famille de la noblesse provençale dont l'origine remonte au XVe siècle. Son ancêtre Guilhem de Coreys (forme provençale de Cuers), « marchand-drapier » est anobli en 1435 » Il est le fils d'Henri de Cuers, co-seigneur de Cogolin, et de Marguerite de Vitalis, fille d'Antoine de Vitalis, seigneur de Ramatuelle. Le couple se marie le 16 avril 1616.

### Carrière dans la Marine royale

#### Jeunesse et débuts pendant la guerre de Trente Ans
Il quitte le collège en 1638, et s'embarqua, en qualité de volontaire, sur la galère La Fourbine, pour aller au siège des îles Sainte-Marguerite et Saint-Honorat. Henri de Cuers, son père, se rend aussi à ce siège, avec un nombre important de gentilshommes de Provence, placés sous les ordres du maréchal de Vitry, gouverneur de la Provence. Après la prise de ces îles, Jacques de Cuers de Cogolin rentre à Toulon et s'embarque comme volontaire sur une galère, faisant partie de l'escadre commandée par M. de Manty, qui était chargé de négocier la paix avec les corsaires barbaresques. N'ayant pas réussi, il ramène son escadre à Toulon.
Cogolin entre la même année, comme de cadet, dans le régiment des gardes de la compagnie d'Evénos. Il participe aux sièges de Saint-Omer, de Renty et du Catelet. En 1642, il s'embarque, toujours comme volontaire, sur La Salamandre, et il est présent au combat qui eut lieu devant Barcelone. En 1643, le duc de Brezé, Grand-maître de la navigation, lui donne le commandement d'un vaisseau de la flotte qu'il commandait. Le 3 septembre, les Français rencontrent à nouveau les Espagnols devant le cap de Gate, et leur livrent bataille. Monsieur de Cogolin prend un vaisseau ennemi à l'abordage ; un second est enlevé de la même manière : les Français en brûlent deux autres et en coulent un dernier. Le duc de Brezé, satisfait de ses service, lui octroie le brevet de capitaine de vaisseau.

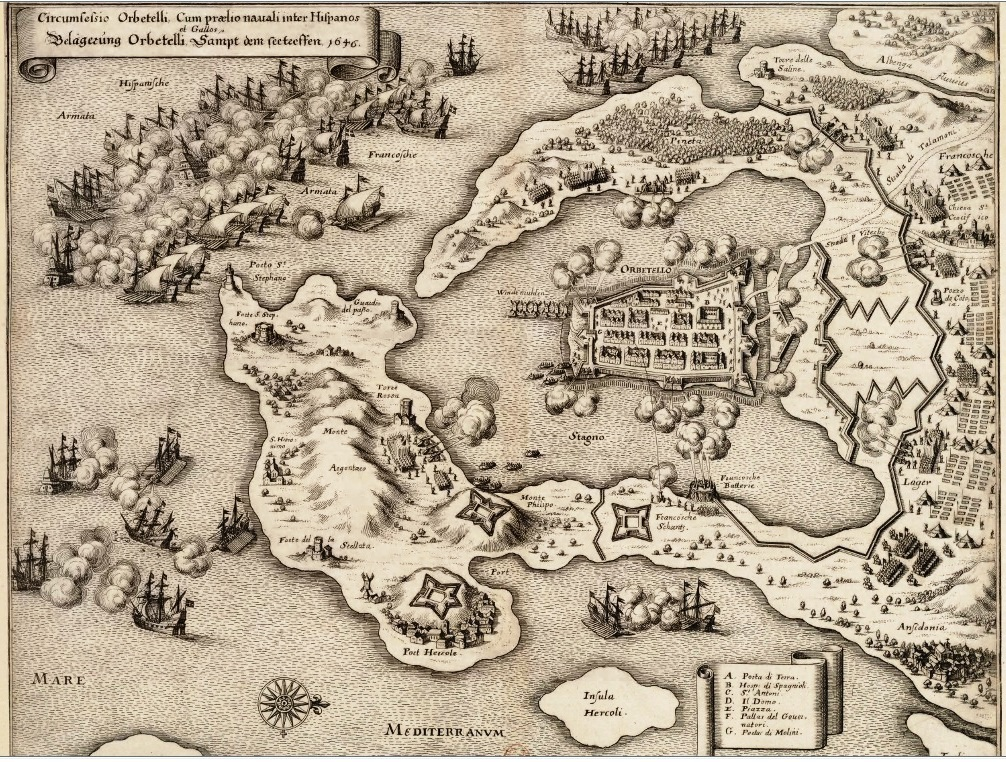
La bataille navale et le siège d'Orbetello, 1646

Lors de la campagne suivante, Cogolin et Monsieur de Montade arment en course le Lion d'Or. Ils font plusieurs prises et attaquent l'Amiral de Naples, le prennent à l'abordage ; mais le feu prend sur leur vaisseau qui est bientôt entièrement consumé. Cogolin parvient à s'accrocher sur des débris du navire, et dérive un certain temps, avant qu'une chaloupe ne vint à son secours.
En 1646, la France est en guerre contre les Habsbourg d'Espagne et de Vienne depuis plus de dix ans (1635). Mazarin, qui a succédé à Richelieu mort en 1642, décide de porter la guerre jusqu'en Italie en y envoyant une forte expédition prendre Orbetello, en Toscane. Il ordonne de faire assiéger la place par mer et par terre. Le prince Thomas commande les forces de terre, et le duc de Brezé conduit celles de mer. Ce dernier affronte la flotte espagnole, venue au secours de la place ; mais il est tué d'un coup de canon. La flotte française combat encore quelque temps avant de se retirer, sans réussir à faire tomber la ville. Cogolin est présent lors du combat d'Orbetello, le 14 juin 1646, et commande alors le vaisseau La Baleine. Le prince Thomas est obligé de lever le siège, après avoir perdu beaucoup d'officiers, au nombre desquels figurait le chevalier Cuers de Cogolin, frère de Jacques.
Le roi de France envoie neuf vaisseaux au secours de Candie ; Monsieur de Cogolin reçoit le commandement du Grand Alexandre, 46 canons. Il faillit mourir au cours de cette expédition. Quelques mois après, il arme un vaisseau pour transporter plusieurs chevaliers à Malte qui était menacée par les Turcs.

#### La Fronde et la guerre franco-espagnole
Pendant les guerres civiles, sous la minorité de Louis XIV, Cogolin sert le roi avec zèle. Il assiège et prend Saint-Tropez, le duc de Vendôme, qui commandait en Provence pour le roi, le nomme lieutenant du roi de la ville et du château, et lui donne une compagnie dans le régiment de Lion, et, peu après, une autre dans celui de Provence. Ces deux compagnies sont placées en garnison à Saint-Tropez.

##### La prise de Cadaqués
Les troubles étant apaisés en Provence, Cogolin arme en course Le Saint-Joseph, 36 canons, et fait plusieurs prises. De retour à Saint-Tropez, il reçoit l'ordre d'aller, avec douze compagnies du régiment de Provence, rejoindre Vendôme qui était à Roses, en Catalogne d'où il comptait aller assiéger le fort et le port de Cadaqués, situés à proximité. Le prince de Conti, qui commandait un détachement, descend par la montagne qui est au fond du port et au pied de laquelle est le fort. Vendôme qui commandait les troupes de terre et de mer, charge Cogolin d'aller, avec deux barques longues, sonder l'entrée du port et marquer l'endroit où on pourrait placer les vaisseaux et les galères. Cette opération achevée, il a ordre de faire porter deux pièces de canon sur la montagne pour abattre un moulin qui s'y trouvait et qui servait de fort aux Espagnols. Il se rend rapidement maître de ce moulin, et fait prisonniers un enseigne et vingt-cinq soldats espagnols qui le gardaient. Cadaqués est attaqué de toutes parts et plusieurs brèches sont ouvertes ; mais les Français hésitent à monter à l'assaut, en raison de la présence d'un gros navire amarré contre la muraille, qui aurait pu tuer beaucoup de soldats avec son canon. Des chaloupes pour l'enlever ; mais ces dernières ne parviennent pas à en venir à bout. Le duc de Vendôme, connaissant le courage de Cogolin, lui ordonne d'enlever ce bâtiment afin de permettre l'assaut. Cogolin répond au duc qu'il comptait le capturer par terre, ce à quoi Vendôme consent. Vers minuit, en compagnie de seize hommes, embarqués sur deux bateaux de pêcheurs, il parvient au vaisseau sans être aperçu ; entre dedans, le pistolet à la main, force dix soldats espagnols, qui le gardaient à se rendre, coupe les câbles et amène le vaisseau au milieu de la flotte française, sans perdre un seul homme, malgré les coups de canon tirés de la ville. Les Français se préparent alors à donner l'assaut à la ville ; mais la place capitule. Le duc de Vendôme fait l'éloge du courage de Cogolin, en présence de toute l'armée, et dit que c'était à lui qu'était due la prise de la place. La flotte française part désarmer à Toulon, Cogolin retourne à Saint-Tropez.
Pendant qu'il est à Saint-Tropez, un soulèvement se produit à Draguignan. Les principaux bourgeois de la ville lui demandent son aide: il s'y rend rapidement, avec soixante soldats, quatre canonniers et deux mineurs. Il rencontre cent bourgeois armés qui l'attendaient hors de la ville, et qui se joignent à lui. Toutes les rues étaient, barricadées avec de grosses poutres. Il trouve cependant le moyen d'entrer dans la ville pendant la nuit, qu'il passe à monter ses pierriers ; perce les maisons ; pousse les rebelles de postes en postes, et les chasse enfin de la ville. Le calme rétabli, les magistrats lui présentent une bourse contenant cent cinquante pistoles ; mais Cogolin la refuse.

##### Missions en Méditerranée
En 1665, le duc de Beaufort, amiral de France, arme une escadre de quatre vaisseaux, pour aller en course contre les Algériens qui attaquaient les navires marchands français. Il demande à Monsieur de Congolin, d'embarquer avec lui sur la Royale, et lui donne la commission de capitaine en second. Ils passent une partie de l'hiver à chercher trois gros vaisseaux algériens qui croisaient en Méditerranée ; les trouvent mouillés à la Goulette, brûlent le navire amiral qui s'était échoué,.
Lors de la campagne suivante, Monsieur de Beaufort reprend la mer, et demande à nouveau à Cogolin de l'accompagner. À peine étaient-ils sortis de Toulon, qu'ils rencontrent cinq vaisseaux algériens, leur donnent la chasse et les forcent de s'échouer. Le 14 août, Cogolin en enlève trois avec des chaloupes, et met le feu aux deux autres sous la forteresse de Cherchell près d'Alger.
Peu de temps après, Louis XIV déclare la guerre aux Tunisiens, et fait armer quatre frégates à Toulon, pour aller bloquer Porto Farina, et en donne le commandement à Cogolin à bord du Dauphin. Il reste deux ans dans ces parages, et fait plusieurs prises importantes. Pendant qu'il y était, un renégat à La Ciotat, qui commandait les arsenaux de Bizerte, se rend à son bord, et lui présente l'étendard des galères de ce port, avec le fusil et le sabre de Mahomet Lassi, l'amiral des Tunisiens. De retour à Toulon, Cogolin envoie au roi l'étendard des galères de Tunis.
Il est confirmé dans son grade de capitaine de vaisseau le 5 mars 1666 et, en 1668, il est nommé commandant du vaisseau qui emmène à Lisbonne le marquis de Montgaillard pour féliciter de la part du duc de Beaufort la Reine Marie de Portugal et dom Pedro pour leur mariage.

#### Expédition de Candie (juin-juillet 1669)

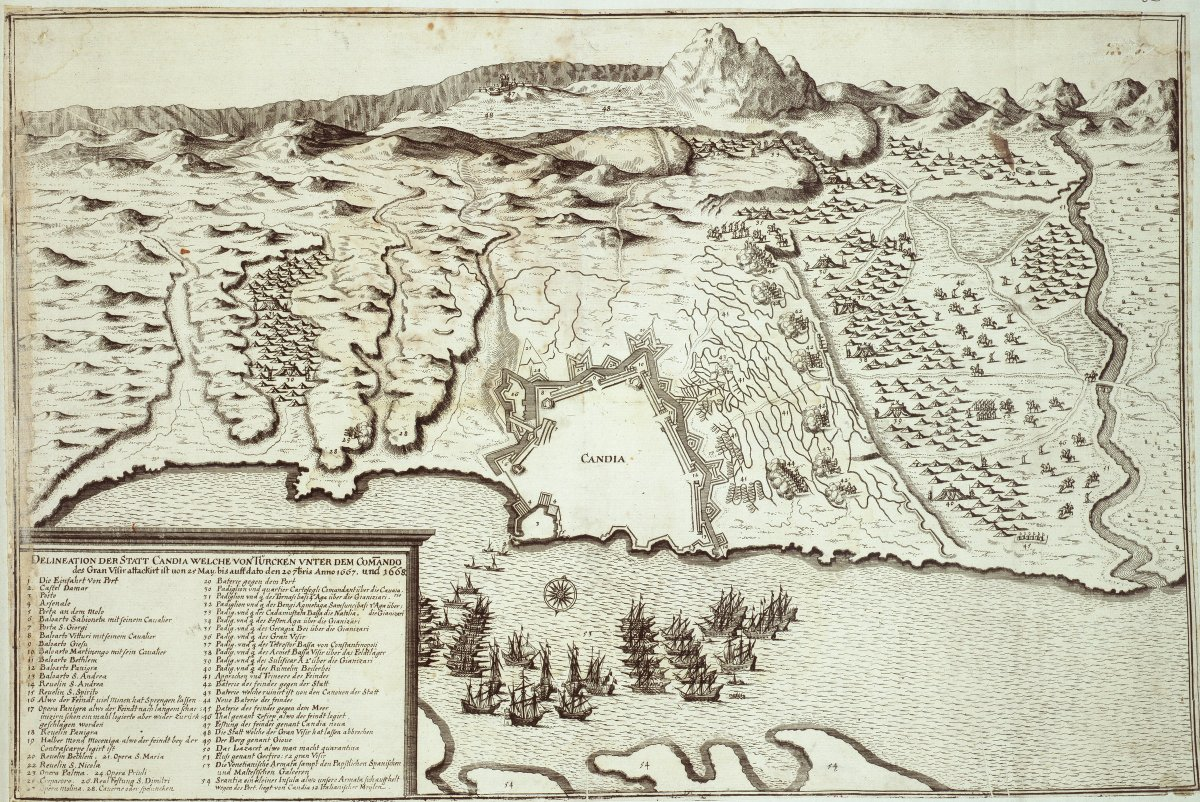
Représentation du siège de Candie (1648-1669)

En 1669, il fait partie de la deuxième expédition envoyée au secours de Candie, place vénitienne assiégée par les Ottomans depuis 1648. La flotte française, qui quitte Toulon le 5 juin, se compose alors de vingt vaisseaux de ligne, treize galères et trois galiotes. Elle est commandée par l'amiral duc de Beaufort, et par le général des galères le comte de Vivonne, frère de Madame de Montespan. La flotte devait rallier en route la petite flotte de Rome et de Naples, placée sous les ordres du bailli de Rospigliosi, cardinal-neveu du pape Clément IX. Dans cette flotte, il commande La Syrène, vaisseau de 40 canons et 220 hommes d'équipage.
Après la jonction des flottes combinées, le bailli se fait présenter les officiers français par le général des galères. Tourville, capitaine du Croissant, dont les exploits commençaient à être célèbres, n'est pas oublié à cette occasion. Lorsque arrive le tour du chevalier de Cogolin, le duc de Vivonne dit au bailli :

« M. de Cogoulin, un des plus braves et des plus alertes de nos jeunes capitaines, et l'un des meilleurs dessinateurs et ingénieurs qu'il y ait dans les ports. »

#### Guerre de Hollande
Les rois de France et d'Angleterre, mécontents des Hollandais, leur déclarent la guerre en 1672. Les Hollandais équipent une puissante flotte dont ils confient le commandement au célèbre amiral Ruyter. Les Français et les Anglais unissent leurs forces navales. Le duc d'York, frère du roi d'Angleterre, commande la flotte anglaise, et le comte d'Estrées commande, sous les ordres ce prince, celle de France.

##### Bataille de Solebay

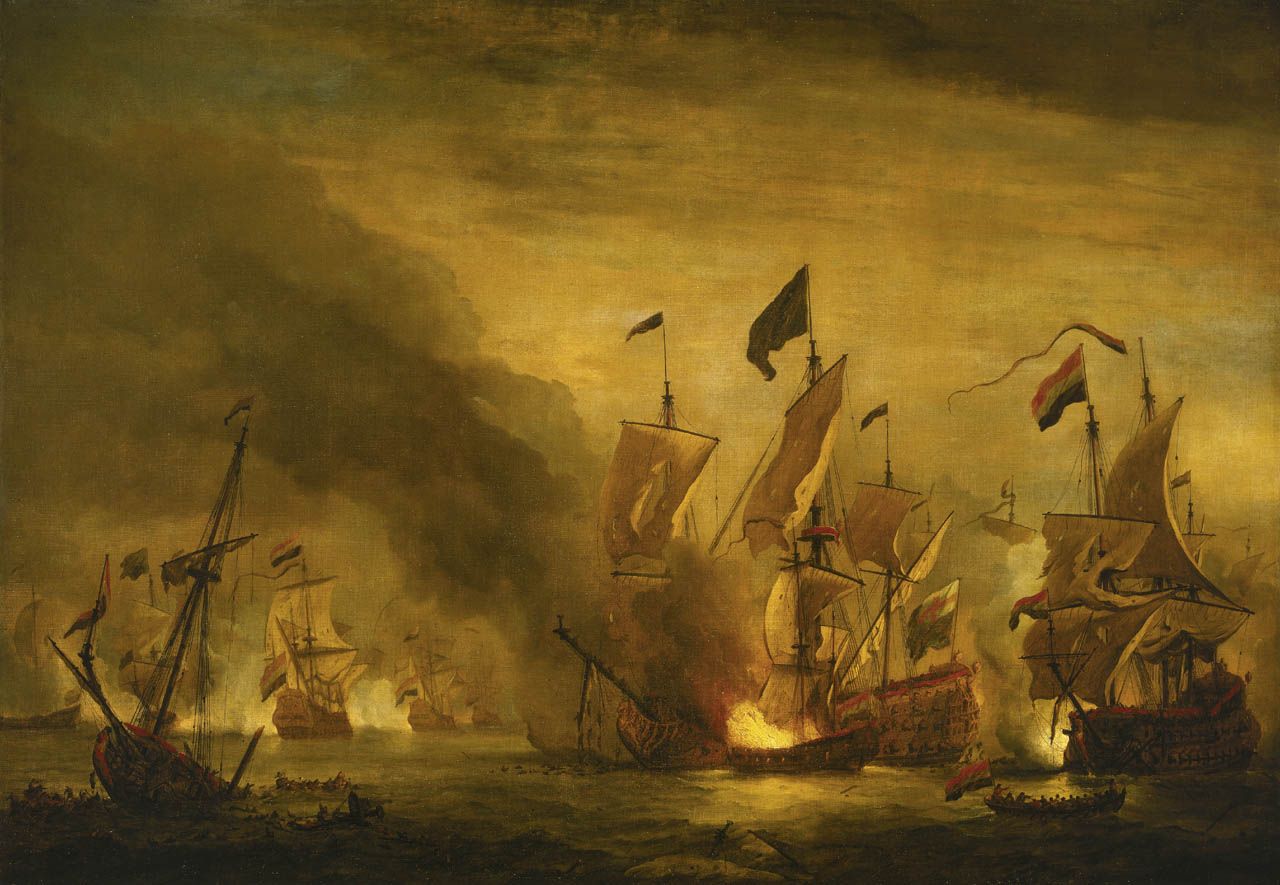
Le bombardement du Royal James à la bataille de Solebay, le 28 mai 1672 par Willem van de Velde le jeune

Le 7 juin 1672, les deux flotte s'affrontent à la bataille de Solebay. Cogolin, capitaine de L’Éole frégate de 54 canons, sauve les deux flottes combinées par sa vigilance. Alors que les deux flottes étaient à l'ancre à Solebay, Cogolin reçoit l'ordre d'aller au large avec deux ou trois frégates anglaises, et d'avertir, par des signaux, dès qu'une flotte ennemie serait en vue. Au bout de quelques jours, les capitaines des frégates anglaises, ne la voyant pas paraître, lui proposent de rejoindre l'armée, et rejoignent le reste de la flotte. Cogolin trop conscient de l'importance de sa mission choisit de rester à son poste. Sa prudence est récompensée puisque, le lendemain, dès la pointe du jour, il voit paraître la flotte ennemie qui venant sur lui, vent arrière. Ruyter averti, par un de ses caïques, que les Anglais et les Français mouillaient à Solebay, fonds sur eux toutes voiles dehors, pour les surprendre et les attaquer avant qu'ils n'aient le temps de se placer en ordre de bataille. Cogolin effectue les signaux convenus et tire des coups de canon de distance en distance. Les flottes combinées aperçoivent ses signaux à sept heures du matin. Le capitaine de pavillon du duc d'York dit au prince que le Français avait déclenché l'alarme à tort, et que la flotte qu'il annonçait était, sans doute une flotte de charbonniers ; mais il ne tarde pas réaliser que Cogolin avait raison. Pendant que celui-ci se repliait sur les flottes combinées, plusieurs frégates ennemies le rejoignent ; mais il se défend avec courage, les repousse et continue sa route.
Lorsque le comte d'Estrées informe la Cour du déroulement du combat de Solebay, il rend hommage à Monsieur de Cogolin et l'incite à aller à Versailles. Le duc de Noailles présente l'officier au Roi. Ce dernier lui dit :

« Je sais, M. de Cogolin, que vous avez sauvé les flottes combinées de France et d'Angleterre : je vous prouverai que je suis fort content de vos services. »

##### La campagne de Sicile (1676)

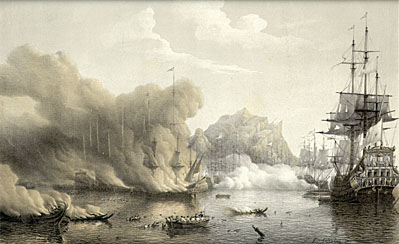
Bataille de Palerme, 1 juin 1676

En 1673, Cogolin reçoit le commandement le vaisseau La Reine, de 102 canons et 850 hommes d'équipage. Il prend part à trois batailles, que les deux flottes combinées livrent aux Hollandais dans l'année suivante, il s'y distingue à nouveau en chaque occasion. Le 12 février 1675, au large de Messine, il commande le vaisseau Le Fidèle, de 56 canons, dans l'avant-garde commandée par le Grand Duquesne dans le combat que livre le duc de Vivonne contre l'escadre espagnole de l'amiral Melchior de la Cueva. Plus tard, il commande un des vaisseaux détachés par le maréchal de Vivonne pour aller canonner la tour d'Avalos qui se présente la première pour la défense d'Agosta.
Le 8 janvier 1676, à la bataille d'Alicudi, commandant Le Fier, il est blessé au cours du combat gagné sur la flotte hollandaise de l'amiral Ruyter près de Melazzo, par le marquis du Quesne. Promu capitaine de vaisseau, il est grièvement blessé au cours de la bataille d'Agosta, le 11 avril de la même année.
Enfin, il commande le vaisseau Le Fier, lors de la combat naval au large de Palerme qui a lieu le 1er juin 1676 et qui oppose à nouveau la flotte française, commandé le maréchal de Vivonne sur la flotte combinée d'Espagne et de Hollande.
La paix revenue, il est reçu chevalier de l'Ordre de Saint-Lazare de Jérusalem. Il prend part à l'expédition de Duquesne devant Alger les 30 août, 3 et 4 septembre 1682. Il est alors nommé commandant de la Marine à Toulon, avant de passe à Sète en 1684. En 1685, il « travaille à faire des cartes, plans et vues de Méditerranée » en compagnie de l'ingénieur Razaut « depuis la Savoye jusqu'à l'ouest de Barcelone. » Seignelay souhaite alors que Cogolin parte étudier la « côte de Corse et celle de Sicile », qu'il lève une carte des îles de l'archipel et qu'il y « marque exactement les mouillages, les plans des villes principales, les fortifications. » Ces travaux sont publiés sous le titre Observations des ports de la mer Méditerranée par le sieur de Cogolin, capitaine d'un des navires du roi. Cogolin œuvre également à l'aménagement de Sète, créée en 1666 et à celui du Canal des Deux-Mers, inauguré en 1681.

#### Guerre de la Ligue d'Augsbourg

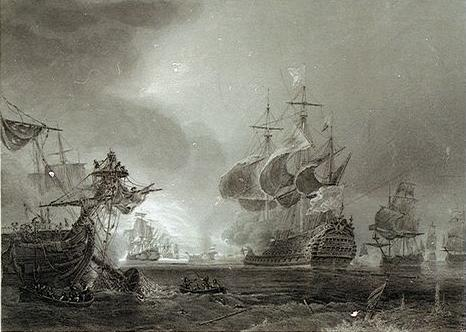
Bataille du cap Bévésiers, Gravure de Théodore Gudin

Lorsque la guerre de la Ligue d'Augsbourg éclate, Cogolin reprend du service, à près de 70 ans. Lorsque le marquis de Châteaurenault atteint le détroit de Gibraltar en vue de la flotte ennemie, supérieure en nombre, Cogolin, qui commandait alors Le Florissant, 76 canons, n'hésite pas à passer le détroit le premier. Son exemple redonne courage des autres capitaines qui le suivent et toute l'escadre passe le détroit et se rend à Brest, où le comte de Tourville l'attendait. Ce général alla chercher les flottes combinées anglaise et hollandaises ; les rejoint et leur livre bataille au large du cap Béveziers, le 10 juillet 1690, et les bat complètement. Le fils de Cogolin, alors enseigne de vaisseau sur Le Florissant avec son père, a la cuisse emportée par un boulet de canon pendant le combat.
L'année suivante, Cogolin emmène son fils à Versailles, et le ministre les présente au Roi, qui les informe qu'il est satisfait de leurs services, et qu'il avait appris, avec douleur, l'accident qui était arrivé au chevalier.
Le 1er janvier 1693, la Roi fait le père chef d'escadre, chevalier de Saint-Louis à la création de l'ordre royal et militaire de Saint-Louis, et lui donne une pension de 2 000 livres. C'est le premier officier de marine qui ait été décoré de la croix de Saint-Louis. Le fils est fait lieutenant de vaisseau en 1691, capitaine de frégate en 1692, et capitaine de vaisseau en 1693 à tout juste 27 ans. Il est rare de voir un officier parvenir si jeune au grade de capitaine de vaisseau. Commandant du port de Toulon, il reçoit - le 15 janvier 1698, l'ordre de Louis XIV « de faire tirer le canon des vaisseaux » pour célébrer la paix de Ryswick.
Le père continue de servir, avec distinction, jusqu'à dans un âge avancé. Il meurt à Toulon le 14 novembre 1700, comblé d'honneurs et de gloire.

### Correspondance
Les lettres qu'il reçut des ministres de la marine, prouvent qu'il était estimé à la Cour de Versailles, et qu'il y était considéré comme un officier d'un rare mérite.
Lettre du ministre de la Marine Monsieur de Seignelay, à Monsieur de Cogolin, capitaine de vaisseau, du 12 juin 1673.

« Monsieur,
Le roi a été informé des blessures que vous avez reçues dans le dernier combat que ses forces navales ont livré à celles des Espagnols et des Hollandois réunies, et de la valeur que vous avez sait paroître en cette occasion. Sa majesté a loué votre conduite, et vous ne devez pas douter qu'elle ne vous donne des marques de la satisfaction qu'elle en a. En mon particulier, je suis bien fâché de l'accident qui vous est arrivé, et je prendrai toujours beaucoup de part à tout ce qui vous touchera. Je suis, etc. »

Seconde lettre du ministre à Monsieur de Cogolin, de Saint-Germain, le 10 juillet 1679.

« Monsieur,
Vous verrez, par la lettre du roi, ci-jointe, les intentions de sa majesté, sur le choix qu'elle a sait de vous, pour travailler à la reconnoissance d'une partie des côtes de la Méditerranée ; et, quoique vous connoissiez bien de quelle importance est ce travail, pour le bien de son service, je ne laisserai pas de vous dire que, n'y ayant rien qui puisse contribuer davantage au succès des entreprises qui pourroient être faites dans la suite, il est de grande conséquence que vous vous appliquiez, avec soin, à l'exécution ponctuelle de cernas est contenu en ladite instruction. Partez le plus promptement qu'il vous sera possible, et soyez assuré que je rendrai un compte exact à sa majesté de tout ce que vous serez dans ce voyage. Je suis, etc. »

Lettre de M. de Pontchartrain, ministre de la Marine, à M. de Cogolin ; de Versailles, le 12 mai 1693.

« Monsieur,
Le roi vous ayant donné, au commencement de cette année, des marques de la satisfaction qu'il a de vos services et de vos actions distingués, en vous faisant chef d'escadre de ses armées navales, vient encore d'ajouter à cette grâce celle de vous faire chevalier de S. Louis, avec une pension, de 2000 liv., au lieu de la commanderie de 1500 liv. que vous aviez dans l'ordre de Saint-Lazare. Je suis bien aise de vous en donner avis, et de vous assurer de la part que je prends à vos avantages. Je suis, etc. »

Lettre de M. Phélypaux, ministre de la Marine, à M. de Cogolin ; de Versailles, le 12 janvier 1694.

« Monsieur ,
Comme je serois bien aise, pour mon instruction particulière, d'avoir des mémoires sur ce qui regarde les principaux points de la marine, et que je sais que personne ne sauroit m'en donner de meilleurs que vous, j'ai cru que vous voudriez bien, à vos heures de loisir, m'en faire un, conformément au modèle que vous trouverez ci-joint, et me l'envoyer. Je vous prie d'entrer dans les plus grands détails que vous pourrez, et d'être bien persuadé que je vous serai fort obligé de ce que vous voudrez bien faire en cette occasion. Je suis, etc. »

Lettre du même ministre, à M. de Cogolin, du 17 février 1694.

« Monsieur,
J'ai reçu, avec la lettre que vous avez pris la peine de m'écrire, le 4 de ce mois, le mémoire que je vous ai demandé sur ce qui regarde les principaux points de la marine. Je l'ai trouvé tel que je pouvois le désirer, et je vous en remercie. Je vous prie de croire que je profiterai toujours, avec plaisir, des occasions qui s'offriront de vous rendre mes services, et de vous marquer que je suis, etc. »

Lettre du même ministre à M. de Cogolin du 5 septembre 1695.

« Monsieur,
J'ai reçu la lettre que vous avez pris la peine de m'écrire, le 18 du mois dernier, par laquelle je vois, avec beaucoup de plaisir, que le nombre d'années ne ralentit point l'ardeur que vous avez pour le service du roi. Si l'armement que l'on sait à Toulon n'étoit pas destiné pour une saison si avancée, à laquelle il y auroit lieu de craindre que vôtre santé ne puisse résister, j'aurois une très-grande joie de vous procurer une occasion de faire, paroître tout ce que vous valez dans un âge aussi avancé que le vôtre ; mais il saut espérer que ce sera pour le commencement du printems. Vous me trouverez toujours tout disposé à vous rendre service. Je suis, etc. »

## Mariage et descendance
Jacques de Cuers, seigneur de Cogolin épouse, en premières noces, le 22 mai 1649, Françoise de Villeneuve, fille de François, seigneur de Vauclause et de Bargemon, sans postérité.
En 1651, il se remarie avec Diane de Garnier-Julhians, dont : 
- Jean-François de Cuers, seigneur de Cogolin, enseigne de vaisseau 1654-1702 sans postérité ;
- Joseph Magdelon de Cuers Cogolin (1665-1727), est nommé capitaine de vaisseau à 27 ans. Chevalier de l'ordre de Saint-Louis en 1699. Il perd une jambe à Bévéziers. « Un des plus polis et généreux officier de marine de son temps » ;
- Claire (1658-1738) épouse Pierre Chabert, aura 11 enfants dont un fils Joseph François de Chabert, officier de marine et un petit-fils célèbre, Joseph Bernard, marquis de Chabert-Cogolin (1724-1805), chef d'escadre et vice-amiral de France, membre de l'Académie des sciences, savant de réputation universelle. Commandeur de l'ordre de Saint-Louis et de l'ordre de Cincinnatus.
- Thérèse (1661-1752) épouse Raphaël Camelin dont elle aura huit enfants. Parmi leurs petits-fils on compte un autre chef d'escadre fameux, chevalier de Saint-Louis et de Cincinnatus : Barthélémy de Marin de Carranrais (1721-1802).

Plusieurs des descendants de Jacques de Cuers de Cogolin servent dans la marine avec distinction et sans interruption. Jean-François de Cuers, Joseph Magdelon se font remarquer lieutenants de vaisseau. un de ses  arrière-petits-fils Xavier Magdelon meurt au combat, un autre, le dernier marin de la lignée Jacques Philippe après s'être distingué lors de la guerre d'indépendance, croix de Saint-Louis et ordre de Cincinnatus est guillotiné sous la Terreur, il était le dernier seigneur de Cogolin.
Une lignée de marins tout prêts à sacrifier leur sang pour la gloire de la nation. Le célèbre Ruyter disait que les Français étaient bons marins, principalement les Provençaux.

## Armoiries
d'azur à une fasce d'or accompagnée de trois cœurs du même, deux en chef et un en pointe.
En 1651, le roi de France permet à Jacques de Cuers, qui avait sauvé l'armée navale grâce au secours qu'il lui apporte face à l'amiral Ruyter, de charger son blason d'un écusson d'azur chargé d'un lys d'or.

### Sources et bibliographie
- Michel Vergé-Franceschi (dir.), Dictionnaire d'Histoire maritime, Paris, éditions Robert Laffont, coll. « Bouquins », 2002, 1508 p. (ISBN 2-221-08751-8 et 2-221-09744-0)
- Jean Meyer et Martine Acerra, Histoire de la marine française : des origines à nos jours, Rennes, Ouest-France, 1994, 427 p. [détail de l’édition] (ISBN 2-7373-1129-2, BNF 35734655)
- Rémi Monaque, Une histoire de la marine de guerre française, Paris, éditions Perrin, 2016, 526 p. (ISBN 978-2-262-03715-4)
- Étienne Taillemite, Dictionnaire des marins français (nouvelle édition revue et augmentée), Paris, éditions Tallandier, 2002, 573 p. (ISBN 2-84734-008-4)
- Michel Vergé-Franceschi, Toulon, port royal : 1481-1789, Paris, éditions Tallandier, 2002, 329 p. (ISBN 2-84734-001-7)
- Michel Vergé-Franceschi, « Les Chabert, les Chabert-Cogolin, les Cuers-Cogolin, officiers toulonnais, cartographes et astronomes aux XVIIe et XVIIIe siècles », Cahiers du Centre d'Études et de Recherches sur les Migrations Atlantiques, Rochefort, no d'édition,‎ 2000
- Georges Coulet, Monsieur de Cogolin : chef d'escadre des armées navales, un marin provençal au XVIIe siècle, Aix-en-Provence, Impr. P. Roubaud, 1974, 153 p.
- François-Alexandre de La Chenaye-Aubert, Dictionnaire de la noblesse, vol. V, Veuve Duchesne, 1772 (lire en ligne), p. 411
- M. d'Aspect, Histoire de l'Ordre royal et militaire de Saint-Louis, vol. 3, Paris, chez la veuve Duchesne, 1780 (lire en ligne), p. 140
- Adrien Richer, Les fastes de la Marine françoise, Paris, Veuve Hérissant, 1787 (lire en ligne), p. 50 et suiv.
- Eugène Sue, Histoire de la marine française, vol. 2, Paris, Bonnaire, 1835 (lire en ligne)
- Onésime Troude, Batailles navales de la France, t. 1, Paris, Challamel aîné, 1867-1868, 453 p. (lire en ligne)
- Charles La Roncière, Histoire de la Marine française : La Guerre de Trente Ans, Colbert, t. 5, Paris, Plon, 1920, 822 p. (lire en ligne)
- Charles La Roncière, Histoire de la Marine française : La crépuscule du Grand règne, l’apogée de la Guerre de Course, t. 6, Paris, Plon, 1932, 674 p. (lire en ligne)